# Still Life (film 2005)
Still Life è un film del 2005 diretto da Filippo Cipriano. Uscito in Italia soltanto nel 2008, nel 2007 fu ridoppiato e proposto in Argentina.